# Rosa makinoana
Rosa makinoana är en rosväxtart som beskrevs av Tatsuyuki Ohba. Rosa makinoana ingår i släktet rosor, och familjen rosväxter. Inga underarter finns listade i Catalogue of Life.